# 신이시여, 조금만 더
《신이시여, 조금만 더(神様、もう少しだけ)》는 화요일 밤 9시 ~ 9시 54분까지 후지 TV에서 방송된 드라마이다. 주연은 카네시로 타케시, 후카다 쿄코이며, 총 12회, 평균 시청률 22.5%, 최고 시청률 28.3%를 기록하였다.

## 개요
원조교제로 HIV에 감염된 여자 고등학생 마사키(후카다 쿄코)와 인기 있는 음악 프로듀서 케이고(카네시로 타케시)의 사랑이야기를 다룬 드라마다.
마사키는 케이고의 콘서트에 가기 위해서 돈이 필요해서 딱 한 번 원조교제를 결심했다. 그렇지만 그 한 번의 원조교제 상대가 HIV 감염자였던 것이다. HIV의 전염으로 마사키 역시 HIV에 감염되고 말았다. 케이고의 콘서트는 큰 성공을 거뒀지만, 케이고는 자신의 여자 친구의 죽음 이후 마음이 공허한 상태다. HIV에 감염되었음에도, 열심히 살아가려 노력하는 마사키의 모습을 보면서, 케이고도 서서히 마음을 열어 간다.
그렇지만 그들의 행복과는 반대로 마사키의 가족·친구, 케이고의 일은 얽혀가기만 한다.

## 캐스팅
이시카와 케이고(石川啓吾), 25세：카네시로 타케시
작곡가 겸 프로듀서. 최고의 인기를 누리고 있는 가수 카오루의 음악 프로듀서를 담당해서, 카오루의 모든 곡은 그가 작곡하고 프로듀싱한 곡이다. 음악적인 재능이 뛰어나다. 무명 시절에 사랑했던 여자가 죽은 후에, 더 이상 곡을 쓰지 못하고 있고 마음도 점점 비관적으로 변해간다. 그렇지만, 콘서트 이후 우연히 만난 마사키를 보고, 조금씩 변하게 된다.
카노 마사키(口十野眞生), 17세：후카다 쿄코
여고생. 케이고의 콘서트 티켓을 함께 둔 지갑을 잃어버려, 돈이 급하게 필요해서 딱 한 번의 원조교제를 했는데, 그 일로 에이즈에 감염되었다. 죽음을 눈 앞에 두었지만, 밝게 살고자 노력한다. 케이고를 위해서라면 뭐든지 할 수 있을 만큼, 그를 사랑한다.
히비야 이사무(日比谷イサム), 22세：카토 하루히코
마사키의 친한 남자 친구. 에이즈에 걸린 마사코를 편견없이 봐주는 오래된 친구. 마사키를 남몰래 좋아하지만, 케이고를 좋아하는 그녀를 보고 단념한다.
카오루(KAORU)：나카마 유키에
(드라마상에서) 일본 최고의 여성 톱가수. 인기를 끌게 된 곡은 모두 케이고가 프로듀싱한 곡이다. 케이고를 오랫동안 사랑해왔지만, 마음이 닫힌 케이고를 보고 답답해한다. 케이고가 무명시절 사랑한 여자 친구의 여동생.
카노 야에코(口十野彌榮子), 42세：다나카 요시코
마사키의 엄마. 평범하고 자상한 어머니 같지만, 자신이 운영하는 십자수 가게에서 만난 연하의 남자와 바람을 피우고 있다. 아들 사토루는 끔찍히 아낀다. 하지만, 마사키가 에이즈에 걸린 사실을 고백하자, 상대를 정리하고, 가정으로 돌아온다.
카노 요시로(口十野義郞). 44세：히라타 미츠루
마사키의 아빠. 가정을 위해 자신은 밖에서 일하고 월급을 받아오기 때문에, 아이들을 돌보는 것은 당연한 여자의 몫이라고 생각하는 가부장적인 남자.

## 스태프
- 촬영 : 카와다 마사유키, 키무라 유이치로, 카와무라 유키코, 고키타 사토시, 카와고에 카즈시게
- 편집 : 후카자와 요시후미, 토미나가 타카시
- 조명 : 요네다 슌이치, 세이키 히로지, 요코야마 츠토무, 니이타 마나부, 쿠리타 미나미, 타나카 켄이치
- 미술 : 세키구치 야스유키
- 프로듀서 : 코이와이 히로요시
- 원작 : 아사노 타에코
- 연출 : 타케우치 히데키, 타지마 다이스케, 이와모토 히토시, 니시우라 마사노리

## 관련 음반

### 주제곡
- LUNA SEA / I for You

### 삽입곡
- 工藤静香 / in the sky, きらら

### Original Sound Tracks
1. Wish to Wish[3:00]
2. Fleeting Dreams[3:50]
3. Brightness[3:41]
4. Wish ～ Piano[1:36]
5. Wish ～ relief[2:46]
6. Fleeting Dreams ～ darkness[2:08]
7. Fleeting Dreams ～ winds[1:55]
8. Kirara ～ piano[3:10]
9. I for You ～ instrumental[2:59]
10. Brightness ～ angel[3:36]
11. Perplexity[2:17]
12. Wish[5:29]

## 부제·시청률
| 각 화                                                       | 방송일          | 부제                                                       | 연출              | 시청률 |
| ----------------------------------------------------------- | --------------- | ---------------------------------------------------------- | ----------------- | ------ |
| 제1화                                                       | 1998년 7월 7일  | 생명을 건 사랑이 지금 시작된다…에이즈 바이러스 감염의 고지 | 타케우치 히데키   | 18.2%  |
| 제2화                                                       | 1998년 7월 14일 | 좋아해…당신이 생명을 빼앗았다고 해도                       | 타케우치 히데키   | 24.6%  |
| 제3화                                                       | 1998년 7월 21일 | 살아 있는…그 기쁨과 슬픔이여                               | 타지마 다이스케   | 21.4%  |
| 제4화                                                       | 1998년 7월 28일 | 마지막 사랑을 잃었을 때 소녀는…                            | 타지마 다이스케   | 22.3%  |
| 제5화                                                       | 1998년 8월 4일  | 마음을 열어봐…너는 혼자가 아니야                           | 이와모토 히토시   | 20.4%  |
| 제6화                                                       | 1998년 8월 11일 | 살기 위한 투쟁…용기를 주세요                               | 이와모토 히토시   | 21.7%  |
| 제7화                                                       | 1998년 8월 18일 | 좋아하지 않으면, 살아 갈 수 없어                           | 타케우치 히데키   | 19.6%  |
| 제8화                                                       | 1998년 8월 25일 | 너를 죽게하지 않아                                         | 타지마 다이스케   | 24.1%  |
| 제9화                                                       | 1998년 9월 1일  | 운명이 사랑을 짓밟고 있어                                  | 타케우치 히데키   | 24.8%  |
| 제10화                                                      | 1998년 9월 8일  | 두 사람, 연결되는 밤                                       | 니시우라 마사노리 | 24.0%  |
| 제11화                                                      | 1998년 9월 15일 | 생명을 깎는 새로운 생명                                    | 타지마 다이스케   | 20.9%  |
| 최종화                                                      | 1998년 9월 22일 | I FOR YOU…사랑과 생명의 빛을 위해서                        | 타케우치 히데키   | 28.3%  |
| 평균 시청률 22.5% (시청률은 간토 지방 / 비디오 리서치 조사) |                 |                                                            |                   |        |

## 기타
- 이 드라마는 일본 드라마에서 키스 신 가운데 가장 긴 키스 신으로 방송되었다. 이것은 “키스로는 HIV에는 감염되지 않는다”라는 것을 주장하기 위해서였다.
- 자칫 퇴폐적인 무거운 소재인 원조교제와 HIV 감염을 소재로 하였다. 자칫하면 흥미 위주로 빠지기 쉬운 자극적인 드라마가 될 수 있었기 때문에, 특히 주연 여배우 캐스팅에서 난항을 겪었다. 담당 프로듀서는 작품이 제작 기획의도를 그대로 따라 가도록 무척 배려 했다고 인터뷰 기사에서 밝혔다.